# Głowienka marchwiówka
Głowienka marchwiówka (Coptocephala scopolina) – gatunek chrząszcza z rodziny stonkowatych i podrodziny zmróżek. Zamieszkuje Europę.

## Taksonomia
Gatunek ten opisany został po raz pierwszy w 1767 roku przez Karola Linneusza pod nazwą Chrysomela scopolina. Wyróżnia się w jego obrębie siedem podgatunków:
- Coptocephala scopolina alticola Cobos, 1954
- Coptocephala scopolina floralis (Olivier, 1791)
- Coptocephala scopolina kuesteri Kraatz, 1872
- Coptocephala scopolina nana Baguena, 1960
- Coptocephala scopolina punctata Weise, 1889
- Coptocephala scopolina scopolina (Linnaeus, 1767)

## Morfologia

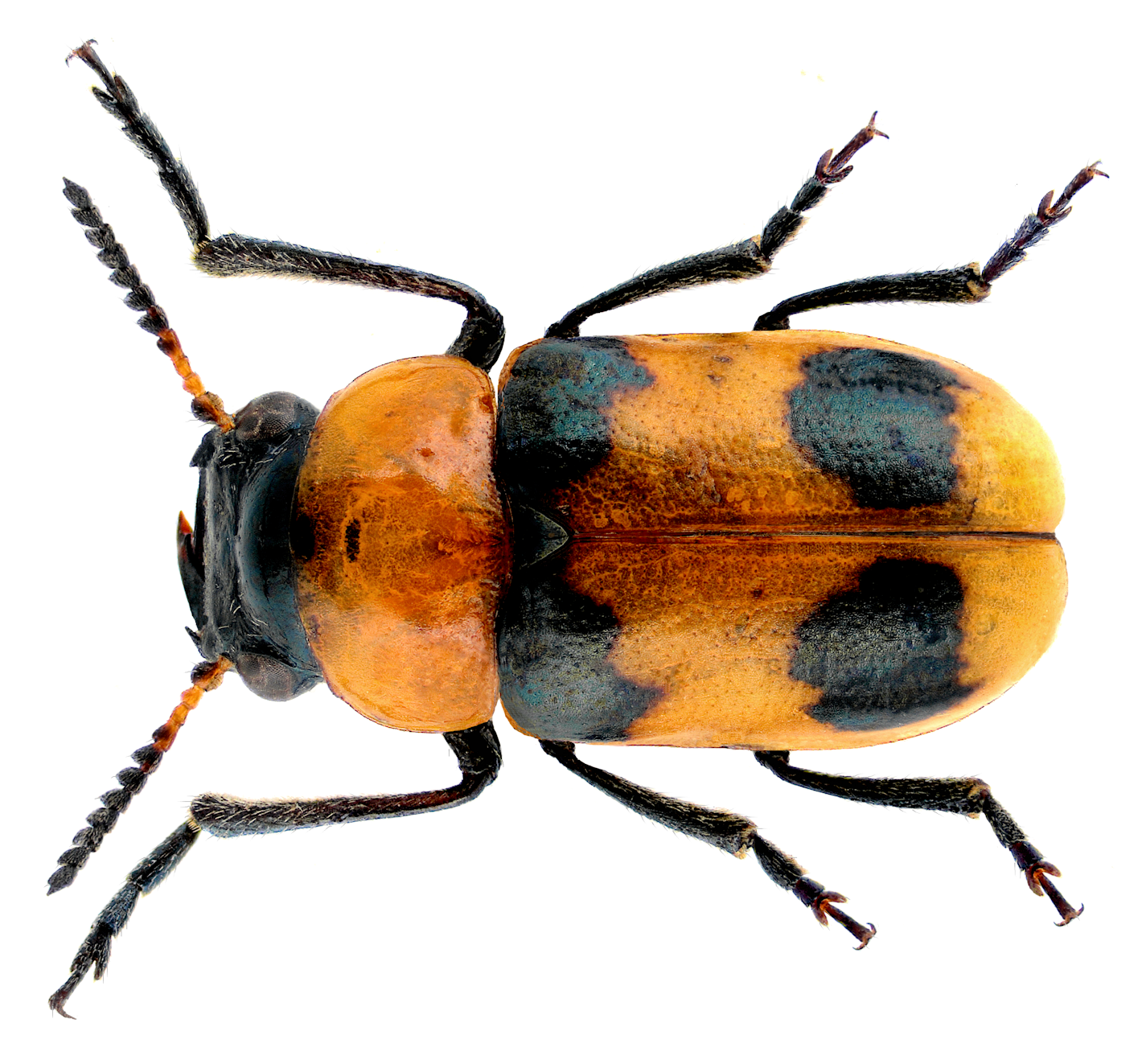
Samiec podgatunku C. s. floralis

Chrząszcz o walcowatym ciele długości od 5 do 7 mm. Głowa jest czarna włącznie z wargą górną, u samca niemal czworokątna i bardzo szeroka, u samic znacznie mniejsza. Przedplecze jest pomarańczowe do czerwonego. Barwa tarczki jest czarna. Pokrywy są pomarańczowe do czerwonych z czarnym, zmiennym wzorem. Na powierzchni pokryw występują wyraźne punkty z tendencją do układania się w nieregularne szeregi oraz lekkie zmarszczki, nadające im nieco matowego połysku. U C. s. floralis tył pokryw bywa owłosiony, u pozostałych podgatunków są one zupełnie nagie. Odnóża u większości podgatunków są całkowicie czarne, jednak C. s. floralis i C. s. nana miewają golenie częściowo lub całkowicie czerwone. Genitalia samca cechują się edeagusem o spodniej powierzchni zwykle równomiernie wypukłej, co najwyżej ze szczątkowym nabrzmieniem podłużnym, pozbawionej okienka z białawą błoną.

## Ekologia i występowanie

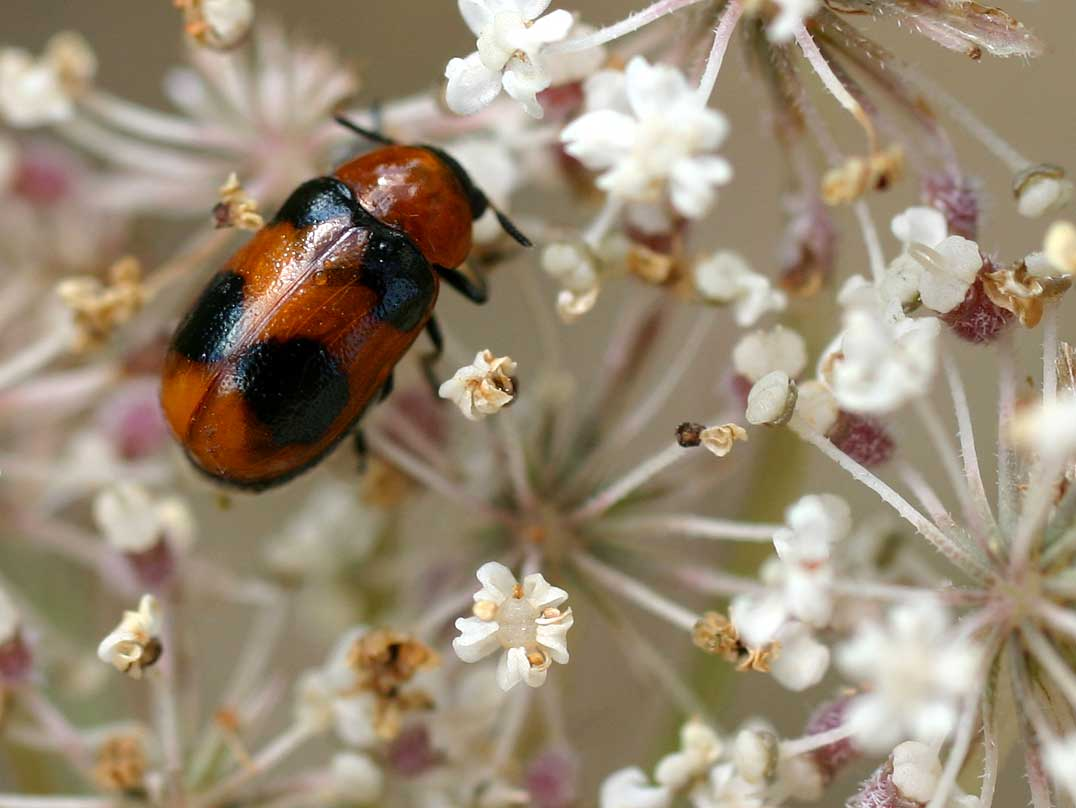
Imago na roślinie żywicielskiej

Owad ciepłolubny, zasiedlający suche, trawiaste zbocza, pobrzeża lasów, polany i zarośla. Jest polifagicznym fitofagiem. Wśród jego roślin żywicielskich wymieniane są marchew zwyczajna, żebrzyca roczna, omanowiec lepki i chondrilla sztywna. Larwy żerują na martwych liściach, natomiast postacie dorosłe na kwiatach i żywych liściach. Aktywne osobniki dorosłe obserwuje się od kwietnia do października.
Gatunek palearktyczny, europejski. Podgatunek nominatywny znany jest z Hiszpanii, Andory, Francji, Niemiec, Austrii, Włoch, Polski, Chorwacji oraz Bośni i Hercegowiny. W Polsce podawany był z pojedynczych stanowisk na południowym wschodzie kraju. C. s. kuesteri podawany jest ze Szwajcarii, Włoch, Słowenii, Chorwacji i Serbii. C. s. floralis zamieszkuje tereny Portugalii i Hiszpanii. Pozostałe podgatunki są endemitami Hiszpanii, przy czym C. s. alticola ograniczony jest do pasma Sierra Nevada.